# 林嵩基
林嵩基，字思元。福建福清人，清政治人物、進士出身。

## 生平
雍正元年（1723年）癸卯恩科进士，三甲第六十三名，授桂东县知县。